# Fortune Global 500
De Fortune Global 500 is een ranglijst van bedrijven op basis van hun jaaromzet. In tegenstelling tot de Fortune 500-lijst worden in deze lijst bedrijven uit de hele wereld opgenomen. De lijst wordt jaarlijks opgesteld en gepubliceerd door het Amerikaanse zakentijdschrift Fortune. Hij is gelijkaardig aan de Forbes Global 2000 van het concurrerende blad Forbes.
De Fortune Global 500 werd voor het eerst gepubliceerd in 1990 voor het jaar 1989. Hij verving toen de International 500 die enkel niet-Amerikaanse bedrijven bevatte. Vanaf 1995 werden ook financiële instellingen en dienstverleners toegevoegd. Op het einde van de jaren 1990 werden elf posities van de top twintig ingevuld met Japanse bedrijven. Daaronder de eerste drie plaatsen. De economische recessie in Japan en de economische groei in de Verenigde Staten zorgden ervoor dat Japan plaatsen verloor.
In 2003 hadden de Verenigde Staten met 192 noteringen het hoogste aantal plaatsen in de lijst. Japan stond op de tweede plaats met 88 noteringen. Vanaf dan begon China op te komen. In 2001 stonden slechts tien Chinese bedrijven in de lijst. Tegen 2024 waren dat er al 133, waarvan verschillende in de top tien, terwijl het aantal Amerikaanse bedrijven 139 bedroeg.

## Top 10 van 2024

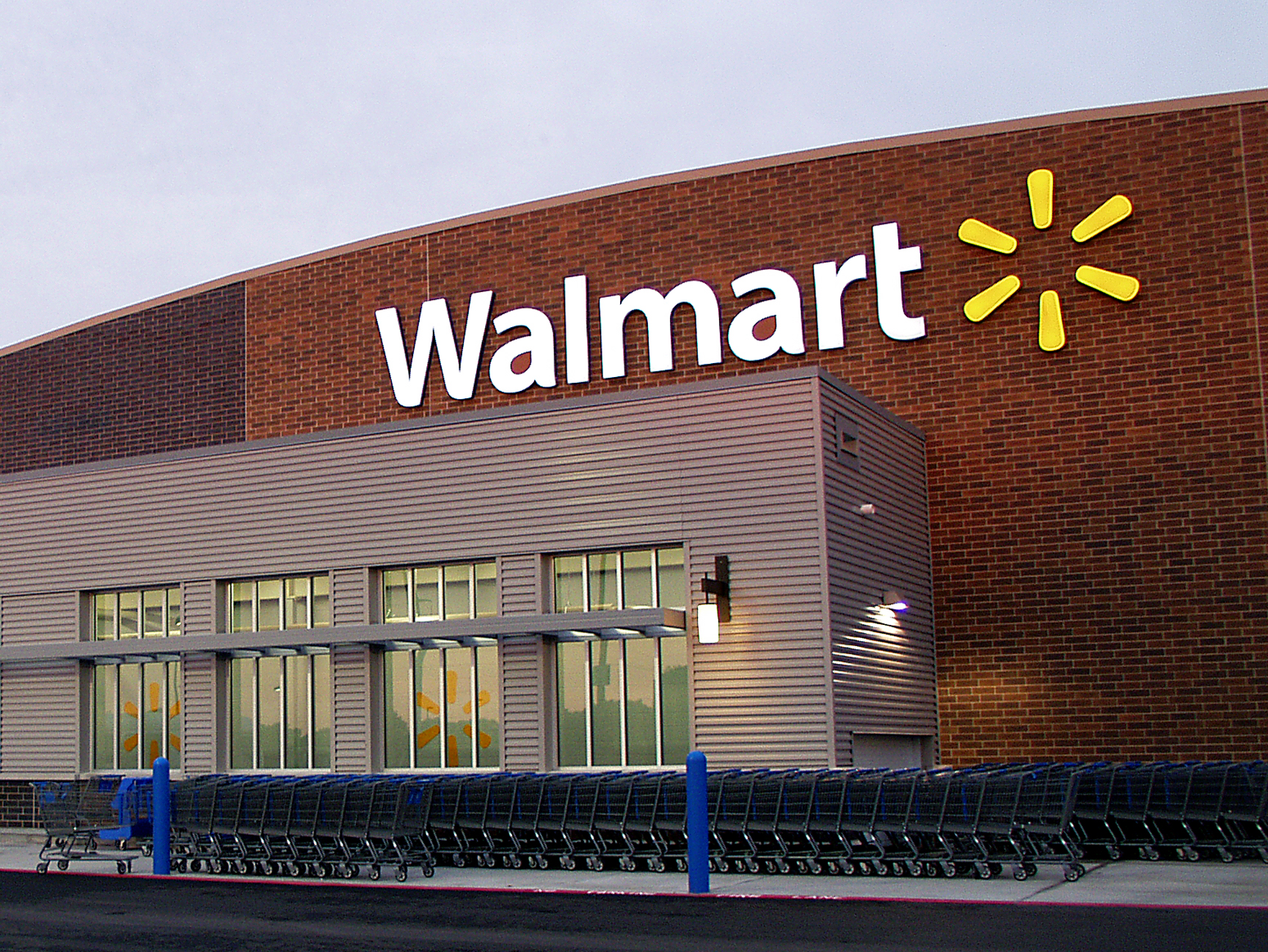
Walmart stond in 2024 voor het elfde opeenvolgende jaar op de eerste plaats.

| rang | bedrijf                              | omzet           | land             |
| ---- | ------------------------------------ | --------------- | ---------------- |
| 1    | Walmart                              | US$ 648 miljard | Verenigde Staten |
| 2    | Amazon                               | US$ 575 miljard | Verenigde Staten |
| 3    | State Grid Corporation of China      | US$ 546 miljard | China            |
| 4    | Saudi Aramco                         | US$ 495 miljard | Saoedi-Arabië    |
| 5    | Sinopec                              | US$ 430 miljard | China            |
| 6    | China National Petroleum Corporation | US$ 422 miljard | China            |
| 7    | Apple                                | US$ 383 miljard | Verenigde Staten |
| 8    | UnitedHealth Group                   | US$ 372 miljard | Verenigde Staten |
| 9    | Berkshire Hathaway                   | US$ 364 miljard | Verenigde Staten |
| 10   | CVS Health                           | US$ 358 miljard | Verenigde Staten |

## Grootste bedrijf van elk jaar
| jaar      | bedrijf           | land                          |
| --------- | ----------------- | ----------------------------- |
| 2014–2024 | Walmart           | Verenigde Staten              |
| 2012–2013 | Royal Dutch Shell | Nederland Verenigd Koninkrijk |
| 2010–2011 | Walmart           | Verenigde Staten              |
| 2009      | Royal Dutch Shell | Nederland Verenigd Koninkrijk |
| 2007–2008 | Walmart           | Verenigde Staten              |
| 2006      | ExxonMobil        | Verenigde Staten              |
| 2002–2005 | Walmart           | Verenigde Staten              |
| 2001      | ExxonMobil        | Verenigde Staten              |
| 1997–2000 | General Motors    | Verenigde Staten              |
| 1995–1996 | Mitsubishi        | Japan                         |